# Delta Aquarii
Delta Aquarii (δ Aqr) – trzecia co do jasności gwiazda w gwiazdozbiorze Wodnika (wielkość gwiazdowa: 3,28m), znajdująca się w odległości około 162 lata świetlne od Ziemi.

## Nazwa
Tradycyjna nazwa gwiazdy, Skat, wywodzi się z arabskiego ‏الساق‎ as-saq, co oznacza „podudzie” i odnosi się do jej położenia w wyobrażonej figurze Wodnika. Ta nazwa jest rekomendowana przez Międzynarodową Unię Astronomiczną. Alternatywna forma nazwy, Scheat, została przypisana do gwiazdy Beta Pegasi.

## Charakterystyka
Jest to biała gwiazda typu widmowego A, jaśniejsza i gorętsza od Słońca. Nie ma znanych towarzyszy, nie otacza jej dysk materii. Gwiazda kończy syntezę wodoru w hel w jądrze i zamienia się (lub już zamieniła) w podolbrzyma.